# Accident d'un Bombardier Challenger 604 en Iran
 (décembre 2024).
L'accident d'un Bombardier Challenger 604 en Iran est survenue le 11 mars 2018, lorsqu'un Bombardier Challenger 604, propriété du groupe turc Başaran Holding, s'est écrasé dans les monts Zagros, près de Shahr-e Kord, en Iran, lors du vol de retour à destination d'Istanbul depuis Dubaï, ne laissant aucun survivant parmi les 3 membres d'équipage et les 8 passagers à bord.
L'appareil transportait un groupe de huit amis revenant d'un enterrement de vie de jeune fille à Dubaï. Parmi eux se trouve Mina Başaran, fille du président de Başaran Holding, Hüseyin Başaran (en), et membre du conseil d'administration de la société.

## Accident
L'appareil, immatriculé TC-TRB, a décollé de l'aéroport international de Charjah, aux Émirats arabes unis, vers 17h11, à destination de l'aéroport Atatürk d'Istanbul, en Turquie. 
L'équipage est composé de deux pilotes et d'un agent de bord. La commandant de bord, Beril Gebeş, 36 ans, a auparavant volé pour Turkish Airlines, tandis que la copilote, Melike Kuvvet, 40 ans, a suivi une formation dans l'aviation militaire et a été l'une des premières femmes pilotes dans les Forces armées turques.
L'avion a atteint son altitude de croisière, soit un peu plus de 35 000 pieds (11 000 m). Vers 18h01, peu de temps avant la perte du contact avec le contrôle aérien, l'équipage a signalé des problèmes techniques et a demandé l'autorisation de descendre à une altitude inférieure. 
Le jet a commencé à grimper avant de perdre brusquement de l'altitude, et à 18h09, s'est écrasé dans les montagnes des monts Zagros, près de Shahr-e Kord, à environ 370 km au sud de Téhéran. Les 11 occupants de l'appareil ont tous péri dans l'accident.

### Site du crash

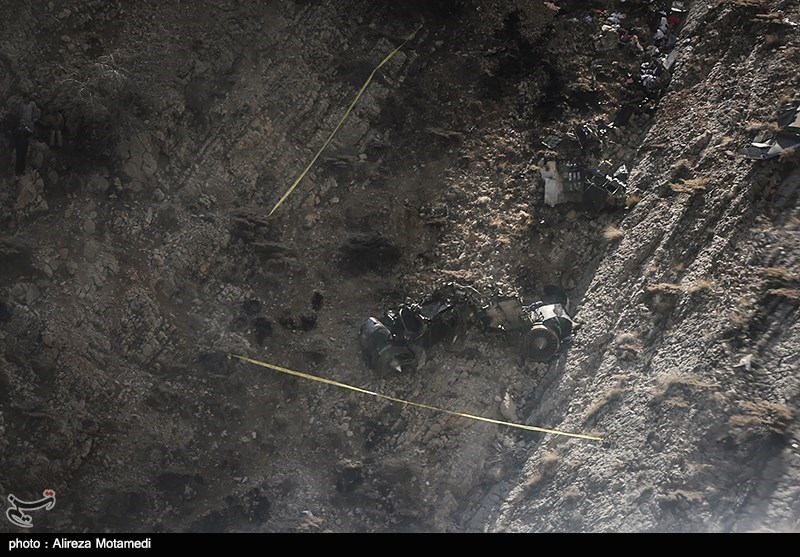
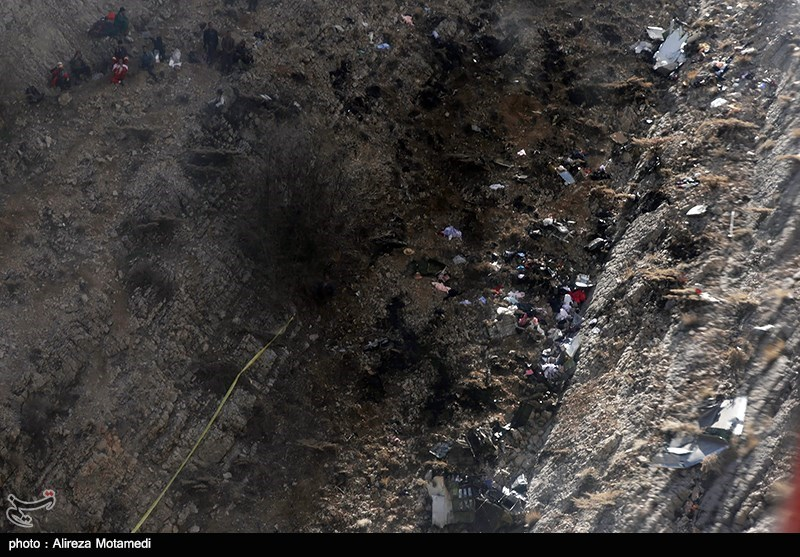
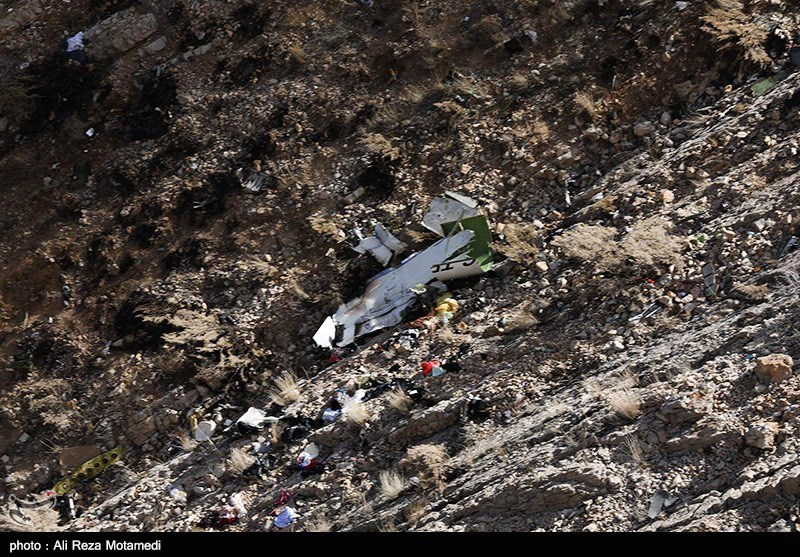

## Enquête

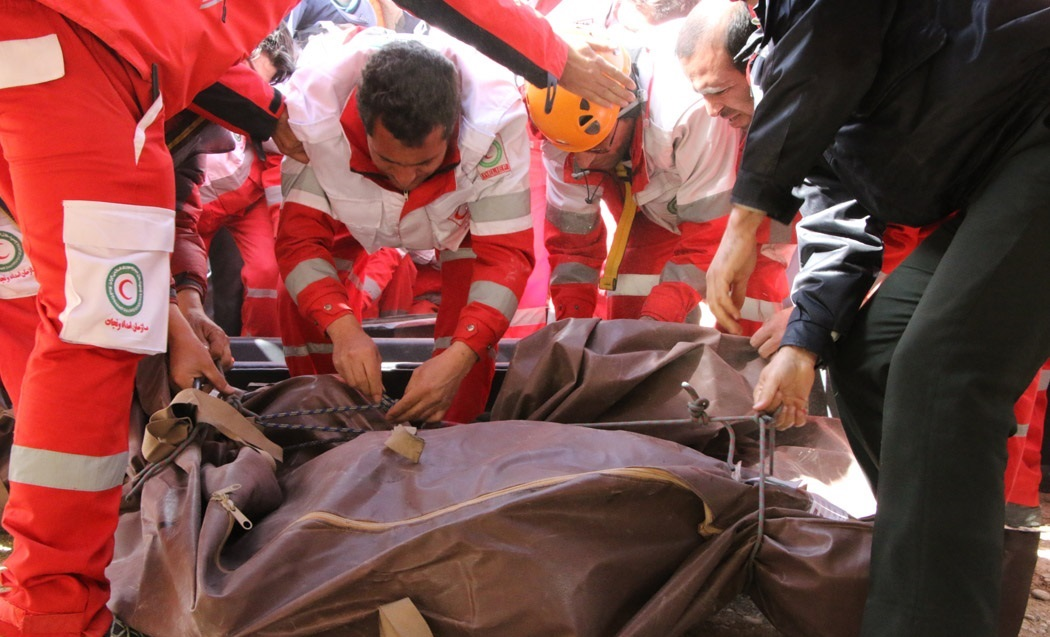
Des membres des équipes de recherche et sauvetage sur le site de l'accident.

Les deux enregistreurs de vol de l'avion (l'enregistreur de paramètres de vol et l'enregistreur phonique du poste de pilotage) ont été récupérés pour analyse.
En septembre 2018, la commission d'enquête sur les accidents aériens de l'autorité iranienne de l'aviation civile a publié un rapport préliminaire indiquant que, peu avant d'atteindre l'altitude de croisière, un écart entre les indicateurs de vitesse indiquées aux deux pilotes s'est produit, l'un indiquant une survitesse de l'avion. La puissance des moteurs a ensuite été réduite et peu de temps après, le vibreur de manche s'est activé. L'avion a ensuite entré en décrochage et a entamé une descente abrupte au cours de laquelle les deux moteurs se sont éteints. Le contrôle n'a pas été repris à temps et l'avion a finalement percuté le flanc d'une montagne. 
En mars 2020, la commission d'enquête a publié son rapport final, concluant que l'accident a été causé par une formation insuffisante de l'équipage concernant de potentielles erreurs sur l'indicateur de vitesse de l'appareil et une mauvaise gestion des ressources de l'équipage.